# Пестовка (присілок)
Песто́вка (рос. Пестовка) — присілок (колишнє селище) в Зав'яловському районі Удмуртії, Росія.
Населення — 10 осіб (2012; 12 в 2010).
Національний склад станом на 2002 рік:
- росіяни — 75 %